# 三宅精一
三宅精一（日语：／ Miyake Seiichi，1926年2月5日—1982年7月10日），是日本发明家。因其发明帮助视障者安全行走的導盲磚而闻名。它们于1967年首次在岡山縣冈山市的一所盲人学校附近道路鋪設。自那以后，三宅的發明在世界各地被采用。

## 生平
出生於岡山縣倉敷市，1965年，三宅精一自费创造了导盲砖。这种砖主要分条纹砖和凸点砖两种类型，垂直的条纹意味着视障者可以放心地向前走，而凸点意味着危险，表示需要注意。
1967年3月18日，日本西部的冈山市首次安装这个发明，服务于视力障碍的人。
由于其优点和实用性，导盲砖10年后在日本国有铁道的車站强制安装。

## 荣誉
為紀念導盲磚的首次鋪設，2010年3月在岡山縣岡山市中區的國道250號原尾島交叉口設有「導盲磚發祥地紀念碑」。
2019年3月18日，谷歌涂鸦将网站的标志改为黄色条纹和凸点来纪念他。